# Karl Sigmund
Karl Sigmund (Gars am Kamp, 26 de julho de 1945) é um matemático austríaco.

## Vida
Sigmund frequentou a escola francesa em Viena e estudou matemática a partir de 1963 na Universidade de Viena, onde obteve um doutorado em 1968, orientado por Leopold Schmetterer, com a tese Über Verteilungsmaße von Maßfolgen auf lokalkompakten Gruppen. No pós-doutorado esteve em 1968/1969 na Universidade de Manchester, em 1969/1970 no Institut des Hautes Études Scientifiques (IHES) e em 1970/1971 na Universidade Hebraica de Jerusalém. A partir de 1972 esteve na Universidade de Viena, onde obteve a habilitação em 1972, e na Academia Austríaca de Ciências. Em 1973 foi por curto tempo professor na Universidade de Göttingen e a partir de 1974 professor ordinário na Universidade de Viena. Desde 1984 esteve também no Instituto Internacional de Análise de Sistemas Aplicados em Laxemburgo.
Foi palestrante plenário do Congresso Internacional de Matemáticos em Berlim (1998: The population dynamics of conflict and cooperation). É desde 1996 membro correspondente e desde 1999 membro efetivo da Academia Austríaca de Ciências e desde 2003 membro da Academia Leopoldina.
Em 2003 apresentou a Gauß-Vorlesung da Associação dos Matemáticos da Alemanha.

## Condecorações
- 2010 Prêmio de Ciências Naturais da Cidade de Viena[3]
- 2011 Medalha Blaise Pascal em matemática

## Obras
- com Manfred Denker, Christian Grillenberger: Ergodic Theory on Compact Spaces. Springer, 1976 (Lecture Notes in Mathematics. Volume 527).
- com Josef Hofbauer: Evolutionstheorie und Dynamische Systeme. Parey, 1984 (englische Ausgabe: Dynamical Systems and the theory of Evolution. Cambridge University Press, 1990).
- Spielpläne – Zufall, Chaos und Strategien der Evolution. Droemer/Knaur 1997, ISBN 3426772701 (em inglês: Games of Life. Oxford University Press 1994).
- com J. Hofbauer Evolutionary Games and Population Dynamics. Cambridge University Press, 1998.
- Musil, Perutz, Broch. In: Mitteilungen DMV. 1999, Caderno 2 (tradução para o francês in Gazette des Mathematiciens. 2000, pdf)
- com J. Hofbauer Evolutionary Game Dynamics. In: Bulletin AMS. Volume 40, 2003, p. 479–519.
- com John William Dawson, K. Mühlberger: Kurt Gödel – The Album. Vieweg 2006.
- com John W. Dawson Gödel´s Vienna. In: Mathematical Intelligencer. 2006, Nr. 3.
- The calculus of selfishness. Princeton University Press, 2010.
- Sie nannten sich Der Wiener Kreis: Exaktes Denken am Rand des Untergangs. Springer Spektrum, 2015. ISBN 978-3-658-08534-6 (Print); ISBN 978-3-658-08535-3 (eBook)
- Sie nannten sich Der Wiener Kreis: Exaktes Denken am Rand des Untergangs. Springer Spektrum, 2018. ISBN 978-3-658-18021-8 (Print); ISBN 978-3-658-18022-5 (eBook)